# 乌兹别克斯坦武装力量
乌兹别克斯坦共和国武装力量是乌兹别克斯坦軍隊，1992年1月乌兹别克斯坦改組建立了一支国民警卫队。全部採用前苏联裝備的一个摩托化步兵师、两个空军团和一个防空团成为国防军的核心。1992年7月乌兹别克斯坦建立了国防部，总统为陆海空三军总司令。义务服役期为18个月，大学毕业生服役期则为12个月。在完成义务服役之后，被征召的士兵将转编为预备役部队。
现役人员大约有74000人，其中陆军50000人、空军4000人、准军事部队18000至20000人，准军事部队分别是国民警卫队和国内保安部队。

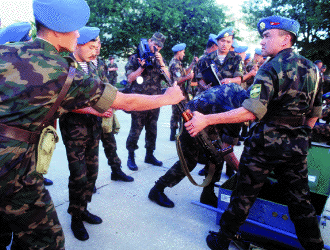
陸軍兵
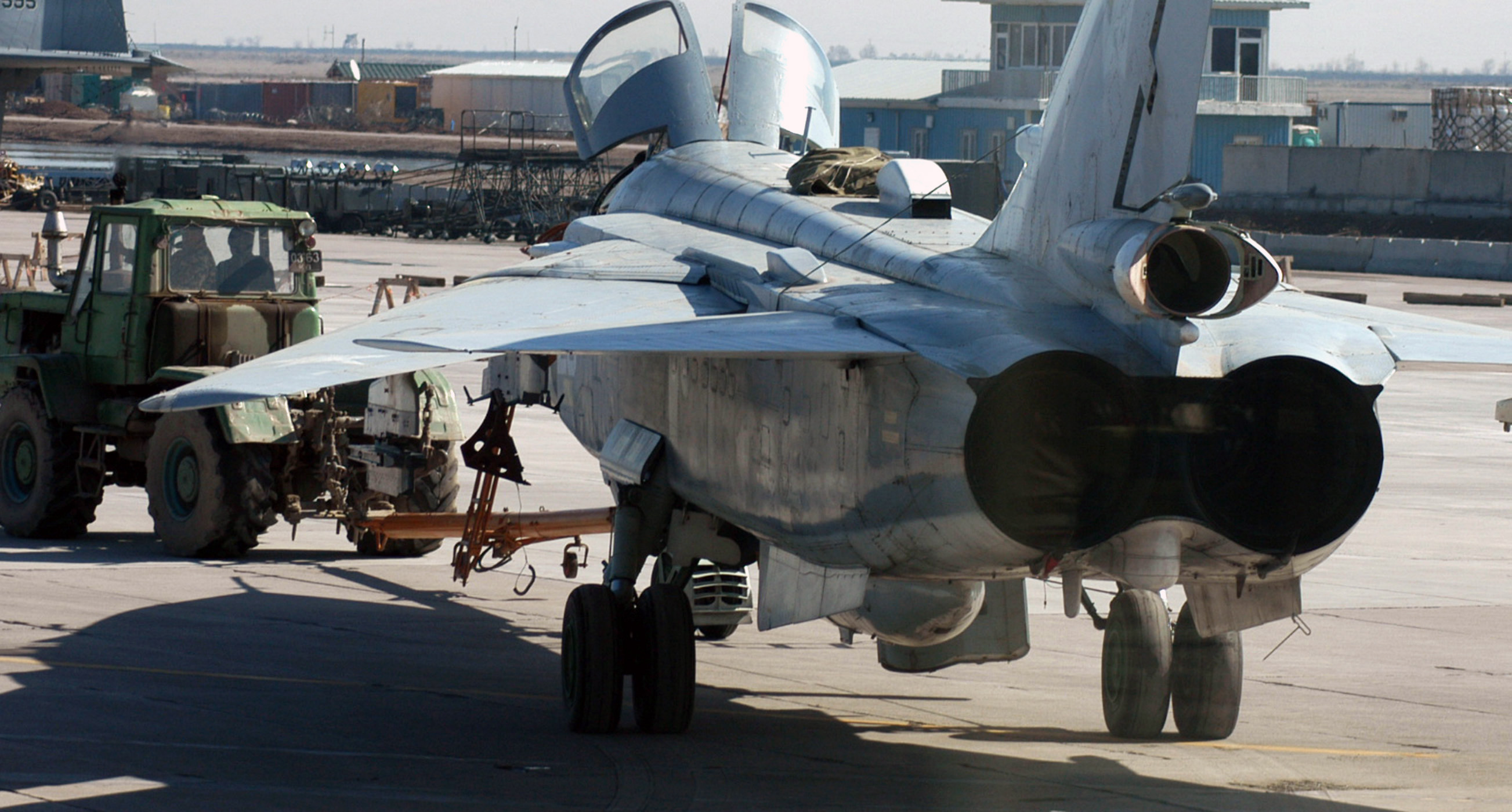
Su-24戰機
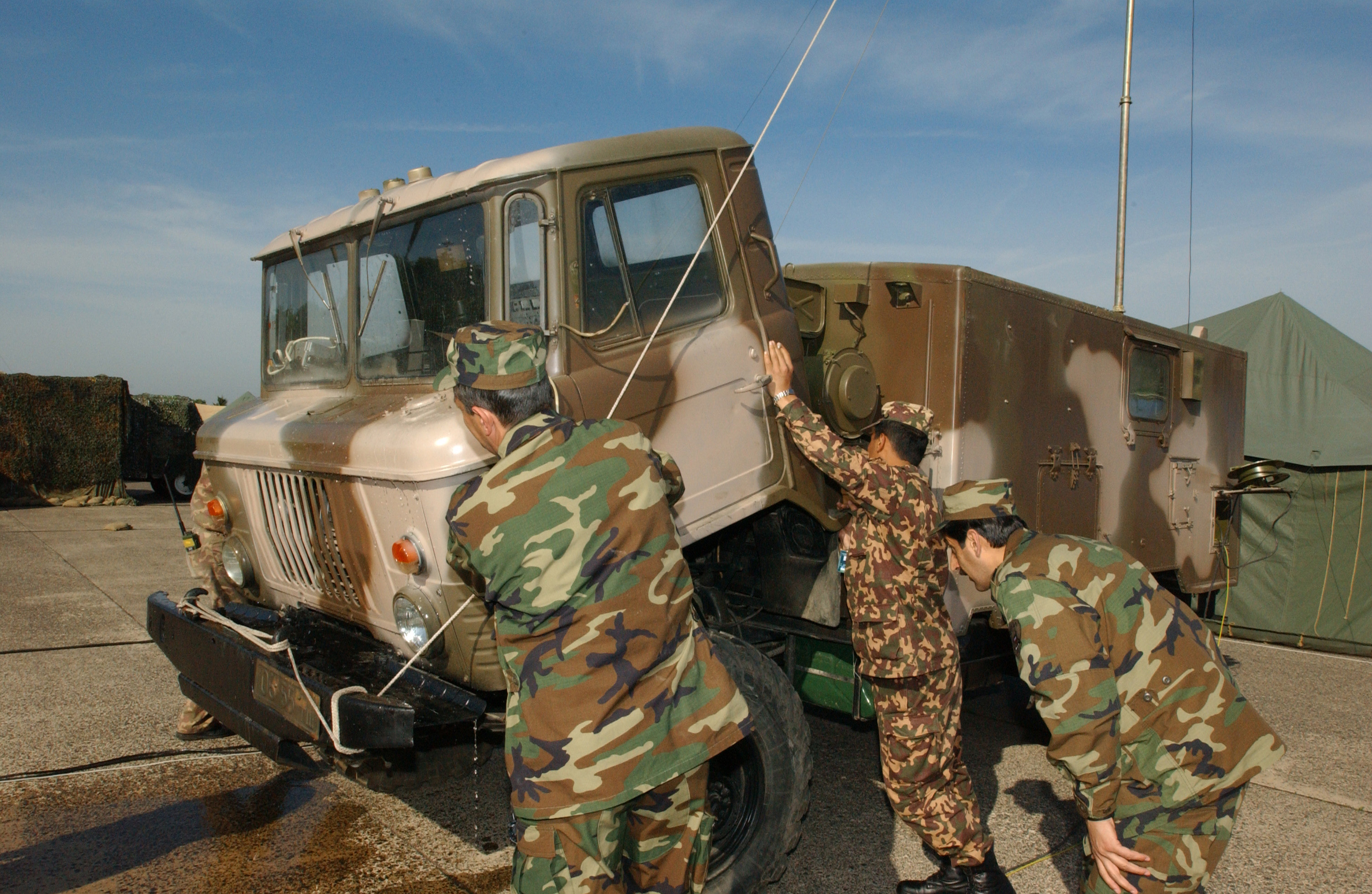
陸軍運輸團
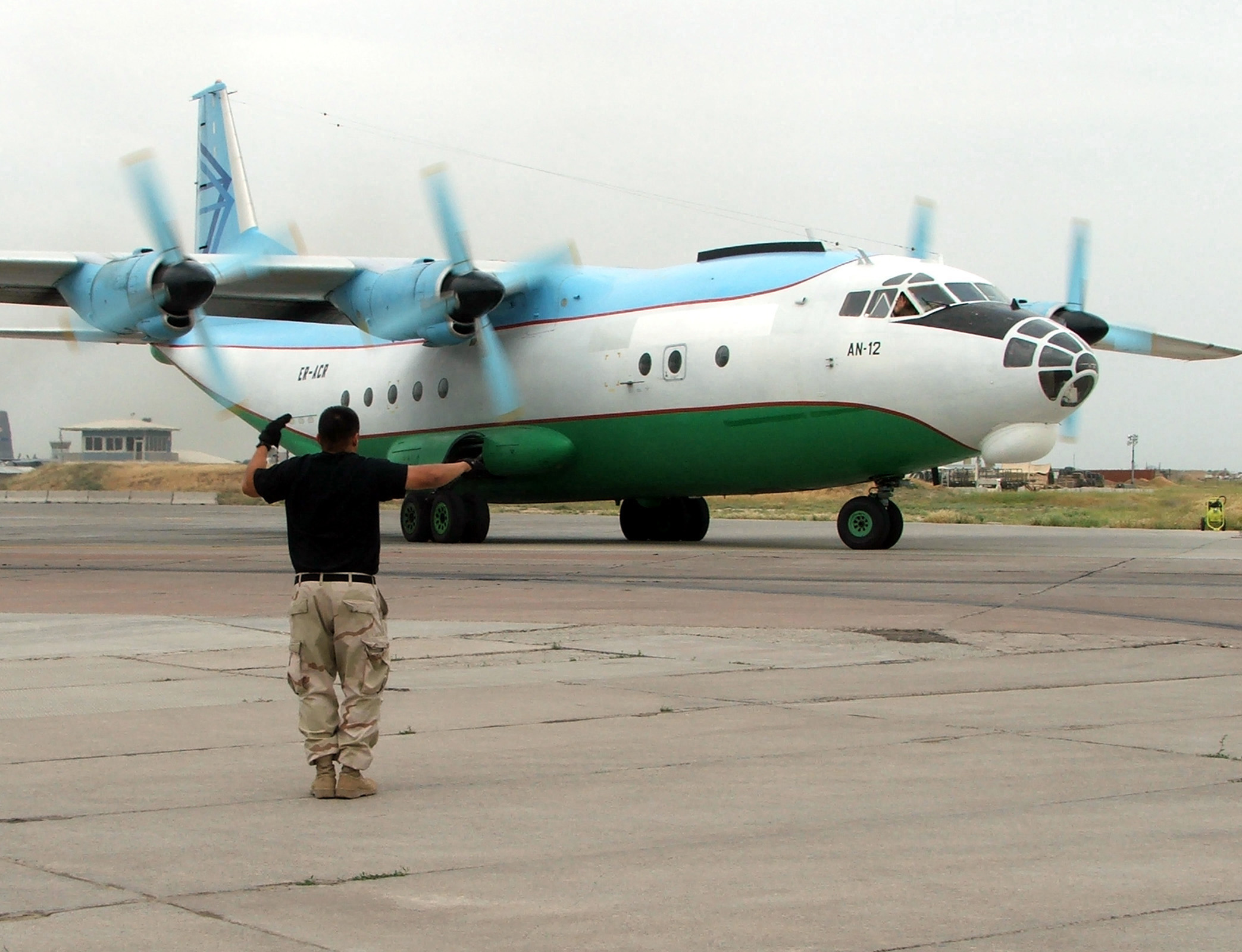
AN-12運輸機
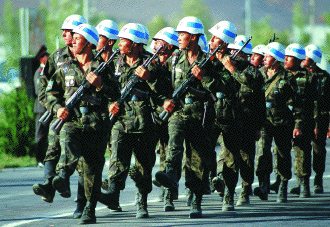
空降兵
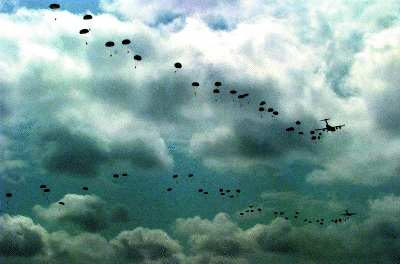
空降演習

## 陸軍
2个军级司令部，包括：
- 2个坦克旅
- 4个摩托化步枪步兵旅
- 1个轻型山地作战旅
- 1个摩托化步兵旅
- 2个空袭旅
- 1个间谍旅
- 1个空运机动旅
- 4个炮兵旅
- 1个多管火箭炮旅
- 1个国民警卫旅

## 空軍

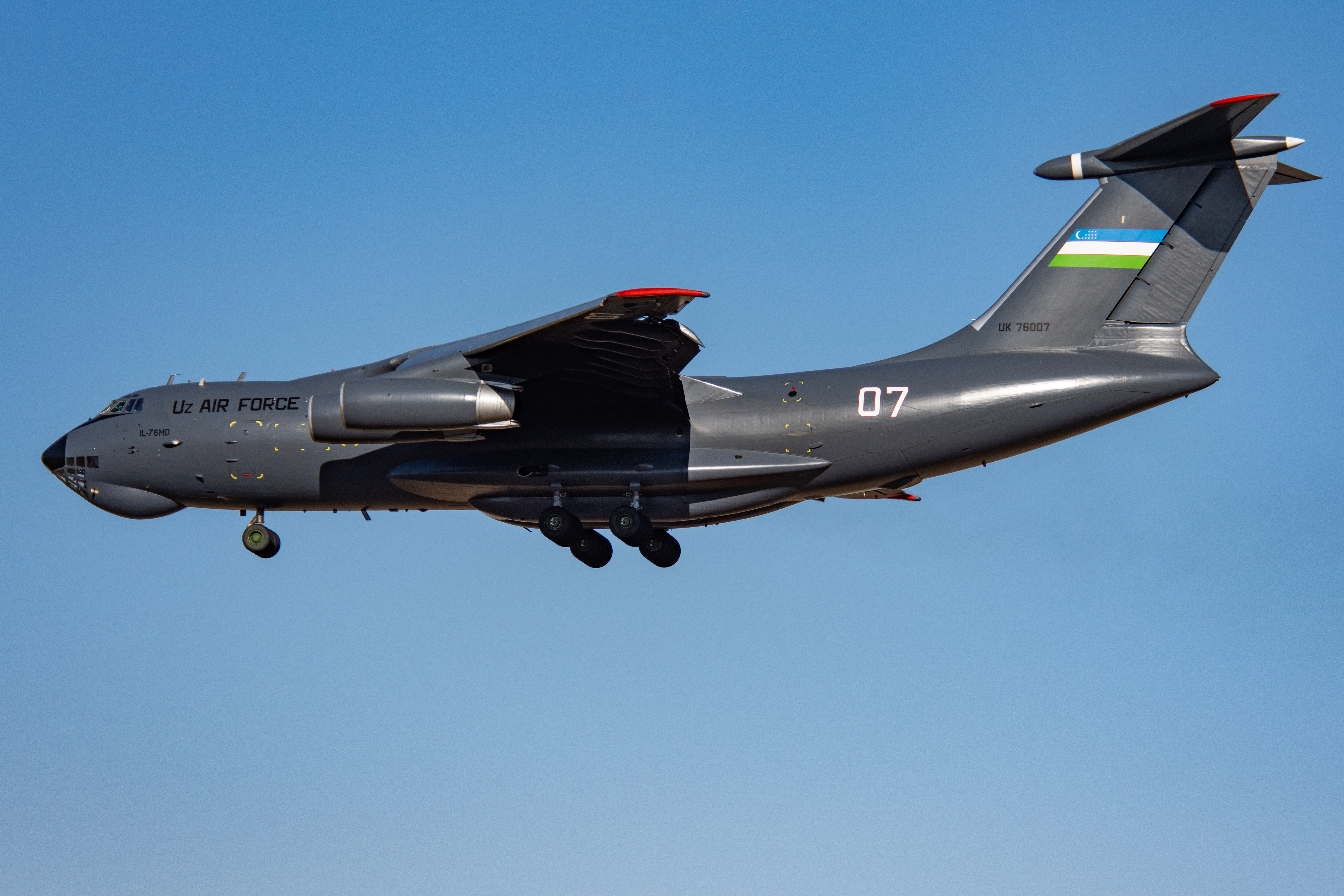
乌兹别克斯坦空军伊尔-76运输机

2个战斗机团，包括：
- 2个战斗机/地面攻击机团
- 1个侦察机团
- 1个防空截击机团
- 1个地对空导弹旅